# Посёлок при 5 шлюзе ББК
Посёлок при 5 шлю́зе ББК — посёлок Медвежьегорского района Республики Карелия Российской Федерации. Входит в состав Повенецкого городского поселения.

## География
Посёлок расположен при 5-м шлюзе Беломорско-Балтийского канала, в черте административного админцентра поселения — посёлка городского типа Повенец.

## Население
Население учитывается в составе пос. Повенец.

## Инфраструктура
Основа экономики — Беломорско-Балтийский канал. Пятый пункт «Повенецкой лестницы» из семи шлюзов.
Пристань.

## Транспорт
Водный и автомобильный транспорт. С Повенцом посёлок связан автомобильной дорогой «Повенец — шлюзы N 7, 8, 9» (идентификационный номер 86 ОП РЗ 86К-149).